# Plac Wacława
Plac Wacława (także: plac Wacławski; Václavské náměstíⓘ), potocznie nazywane przez Polaków Wacławiakiem (przez Czechów: Václavák) – znajduje się w centrum Pragi, w dzielnicy Nové Město. Był miejscem historycznych wydarzeń w latach: 1918, 1945, 1948, 1968, a także aksamitnej rewolucji w 1989, gdy na placu gromadziły się setki tysięcy demonstrantów, żądających demokratyzacji Czechosłowacji.
Dziś jest to główna arteria praska. Zarówno w dzień, jak i w nocy tętni życiem kulturalnym, towarzyskim oraz handlowym. Plac został wytyczony w 1348 z inicjatywy Karola IV. W czasach średniowiecza z racji odbywającego się tu od 1362 handlu końmi zwany był Końskim Targiem (od 1877 handlowano tu zbożem; czeski: Koňský trh, niemiecki: Rossmarkt). Z czasem z targowiska plac stał się areną ważnych wydarzeń politycznych. To tam tłum demonstrował swoje niezadowolenie i rzadziej zadowolenie z istniejącej sytuacji politycznej oraz społecznej. Obecna (od 1848) nazwa placu wiąże się z barokowym pomnikiem św. Wacława autorstwa J.J. Bendla, ustawionym w 1678 w środkowej jego części (na skrzyżowaniu z ulicą Vodičkovą) i przeniesionym w 1879 pod probostwo w Wyszehradzie (dziś znajduje się tam jego kopia). W 1913 w górnej części placu powstał obecny pomnik św. Wacława w otoczeniu patronów ziemi czeskiej. Z balkonu jednej z kamienic otaczających plac w 1989 przemawiali do tłumu liderzy czeskiej opozycji z Václavem Havlem na czele.
Współcześnie na placu znajduje się pomnik poświęcony pamięci ofiar reżimów totalitarnych (w 1969 na placu miało miejsce samospalenie Jana Palacha oraz Jana Zajíca). Obok wznosi się monumentalny gmach Muzeum Narodowego (Národní muzeum). Plac należy do większych w Europie. Ma 750 metrów długości oraz 60 metrów szerokości. Przez wiele lat wzdłuż placu kursowały tramwaje, które usunięto na początku lat 80. XX wieku.
Okolice placu Wacława bywają określane jako dzielnica czerwonych latarni.

## Opisane obiekty
- Pałac Lucerna,
- Koń (rzeźba Davida Černego),
- Hotel Jałta.

## Galeria

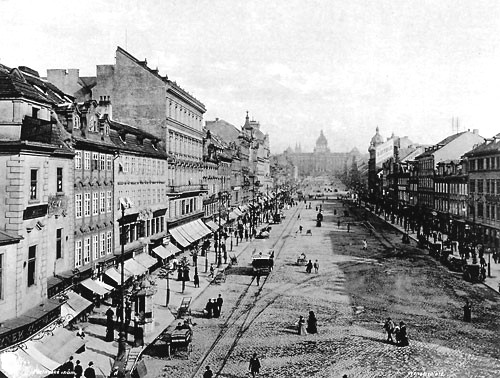
Plac Wacława w XIX wieku
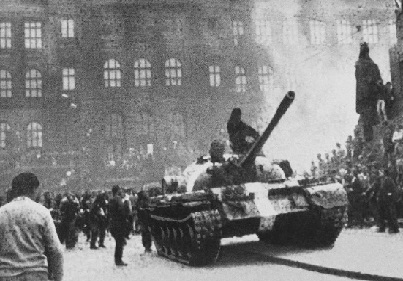
Operacja „Dunaj”
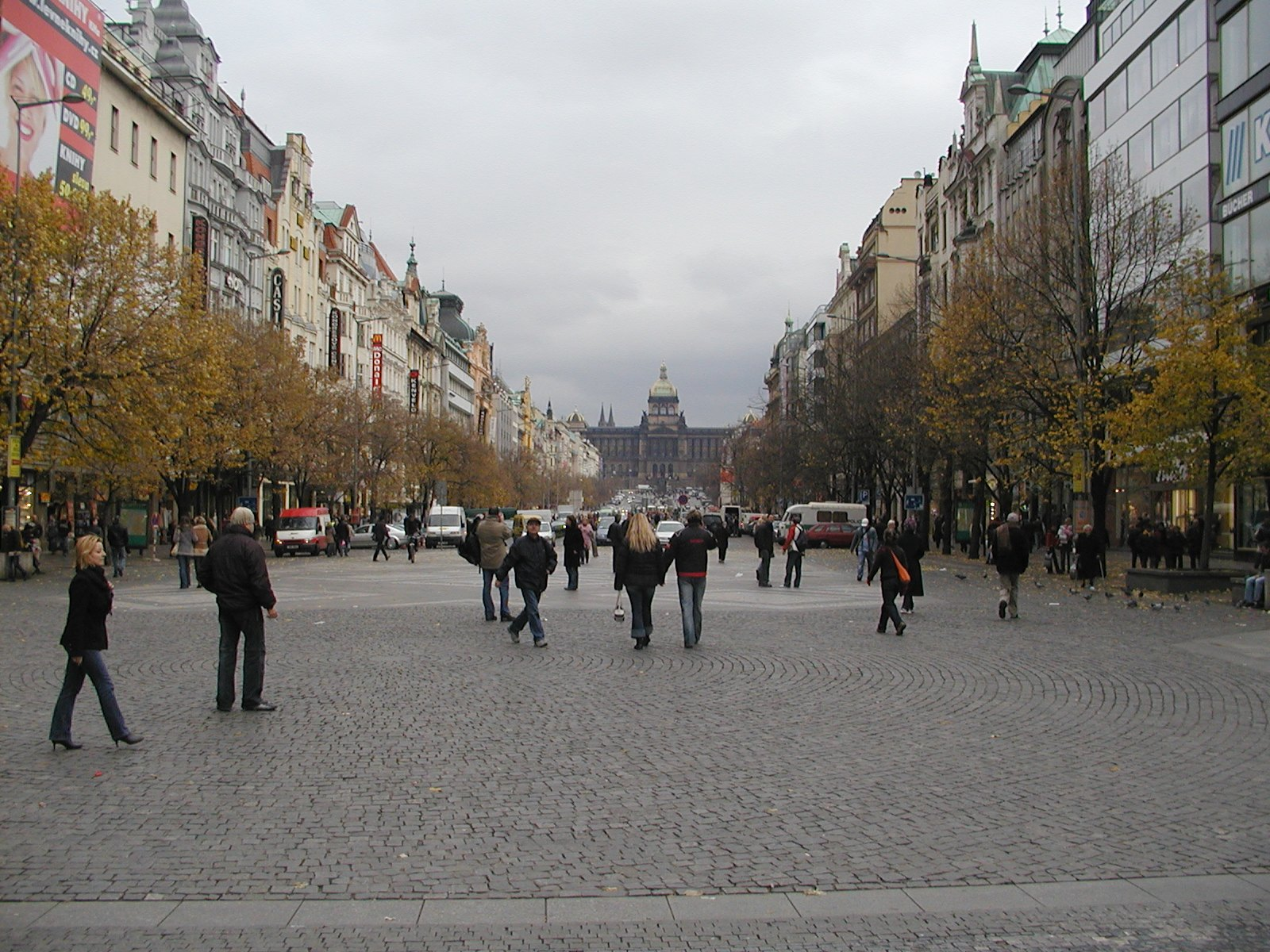
Plac Wacława dzisiaj
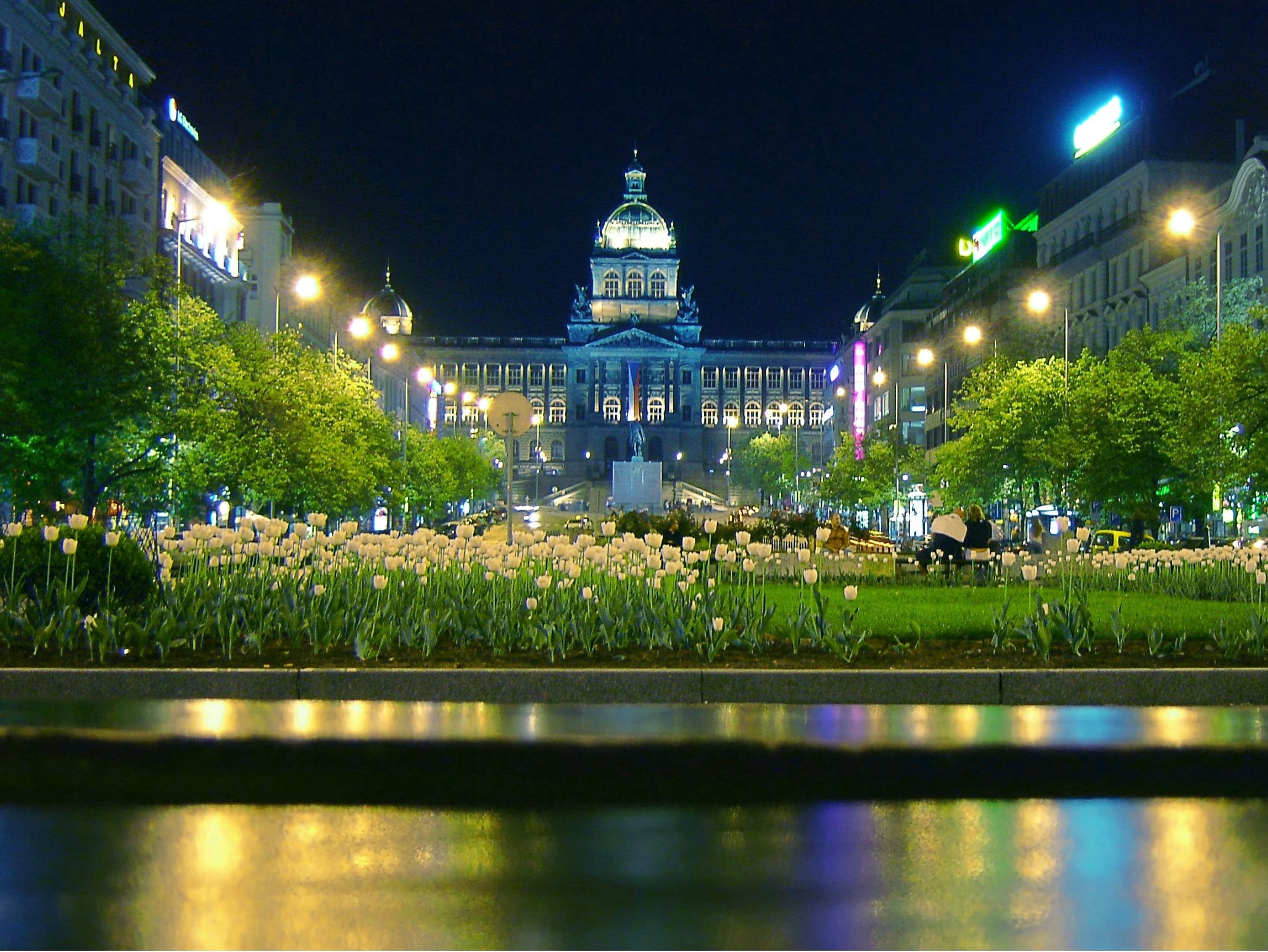
Muzeum Narodowe na placu Wacława
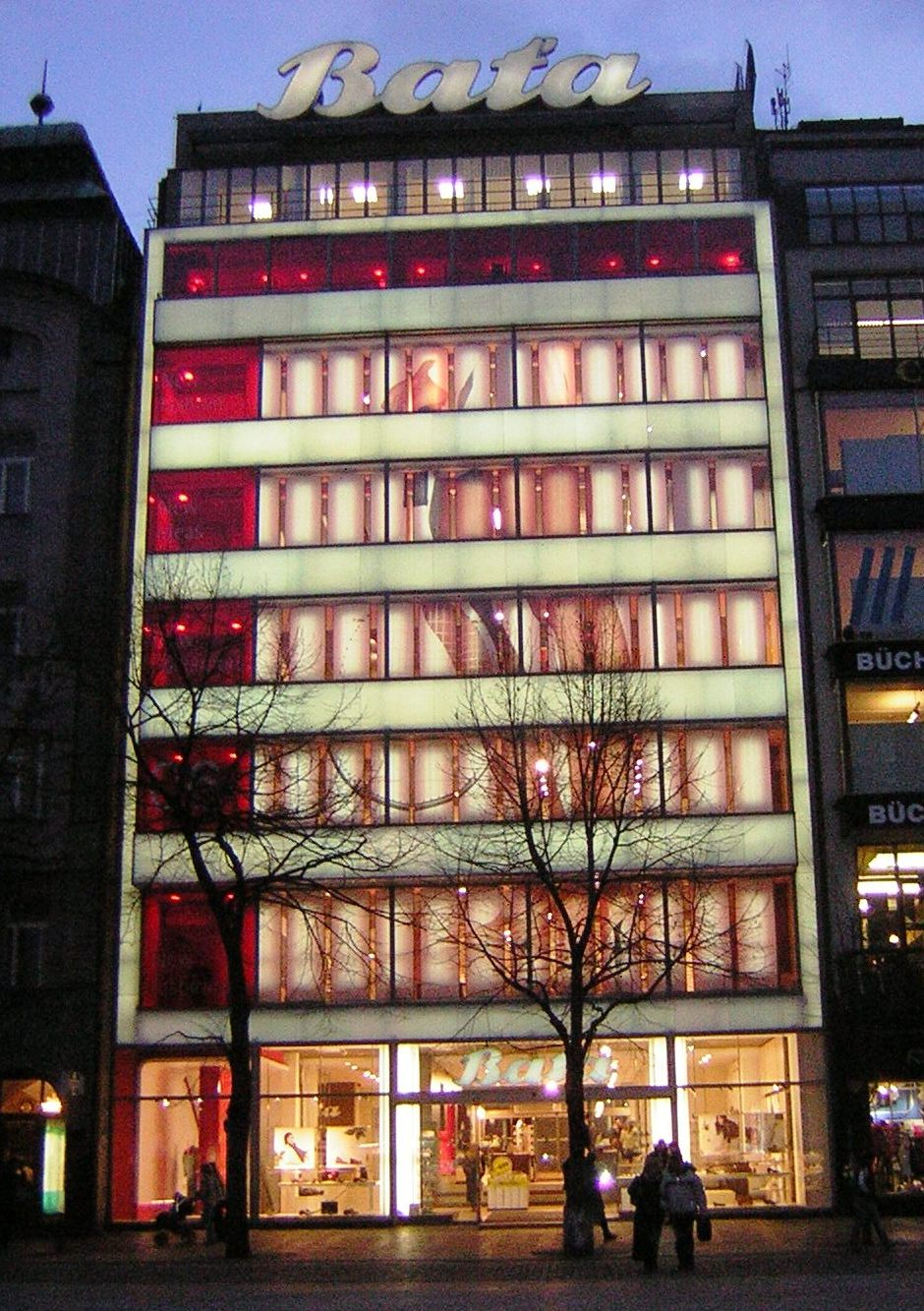
Dom obuwia Bata na Placu Wacława